# Ван Римсдайк, Джеймс
Джеймс Фре́дерик Ван Ри́мсдайк (англ. James Frederick van Riemsdyk; 4 мая 1989, Мидлтаун, США) — американский хоккеист, левый нападающий клуба Национальной хоккейной лиги «Детройт Ред Уингз». В 2012 году перешёл в «Торонто» в обмен на защитника Люка Шенна. 1 июля 2018 года подписал с «Филадельфией» 5-летний контракт в качестве свободного агента.
Участник Олимпийских игр 2014 года в Сочи, на которых стал лучшим по количеству результативных передач.
В «Филадельфии», а после и в «Торонто» Ван Римсдайк выступал под номером 21, который он выбрал в честь Петера Форсберга
Имеет двух младших братьев, Тревора, также, представляющий НХЛ и Брендана, который не достиг на льду высот двух старших братьев.

## Игровая карьера

### Ранние годы
Джеймс Ван Римсайк начинал играть в хоккей за школу «Кристиан Бразерс» в Нью-Джерси. Затем, до 18 лет, он выступал за юниорскую сборную США в Северо-Американской хоккейной лиге по программе развития американского хоккея.

### Драфт
Перед драфтом 2007 года Ван Римсдайк занимал третье место в итоговом рейтинге Центрального скаутского бюро. В рейтинге TSN Джеймс был вторым после Патрика Кейна. «Филадельфия Флайерз», занявшая в регулярном чемпионате 2006/07 последнее место, имела 25 % шансы на победу в драфт-лотерее, дающей право первого выбора на драфте. Но драфт-лотерею выиграл клуб «Чикаго Блэкхокс», занявший 26 место в лиге и имевший 8,1 % шансов на победу. «Чикаго» выбрал под первым номером Кейна; «Филадельфия» же получила право второго выбора — генеральный менеджер «Флайерз» Пол Холмгрен на церемонии драфта объявил о выборе Джеймса Ван Римсдайка.

### Клубная карьера
В 2007 году Джеймс Ван Римсдайк стал выступать за команду университета Нью-Гэмпшира — «Нью-Гэмпшир Уайлдкэтс». В первом же сезоне он набрал 34 (11+23) очка в 31 матче и стал третьим бомбардиром клуба и тринадцатым в Восточной конференции NCAA. В сезоне 2008/09 ван Римсдайк стал лучшим бомбардиром команды, набрав 40 (17+23) очков в 36 матчах.

#### «Филадельфия Флайерз»

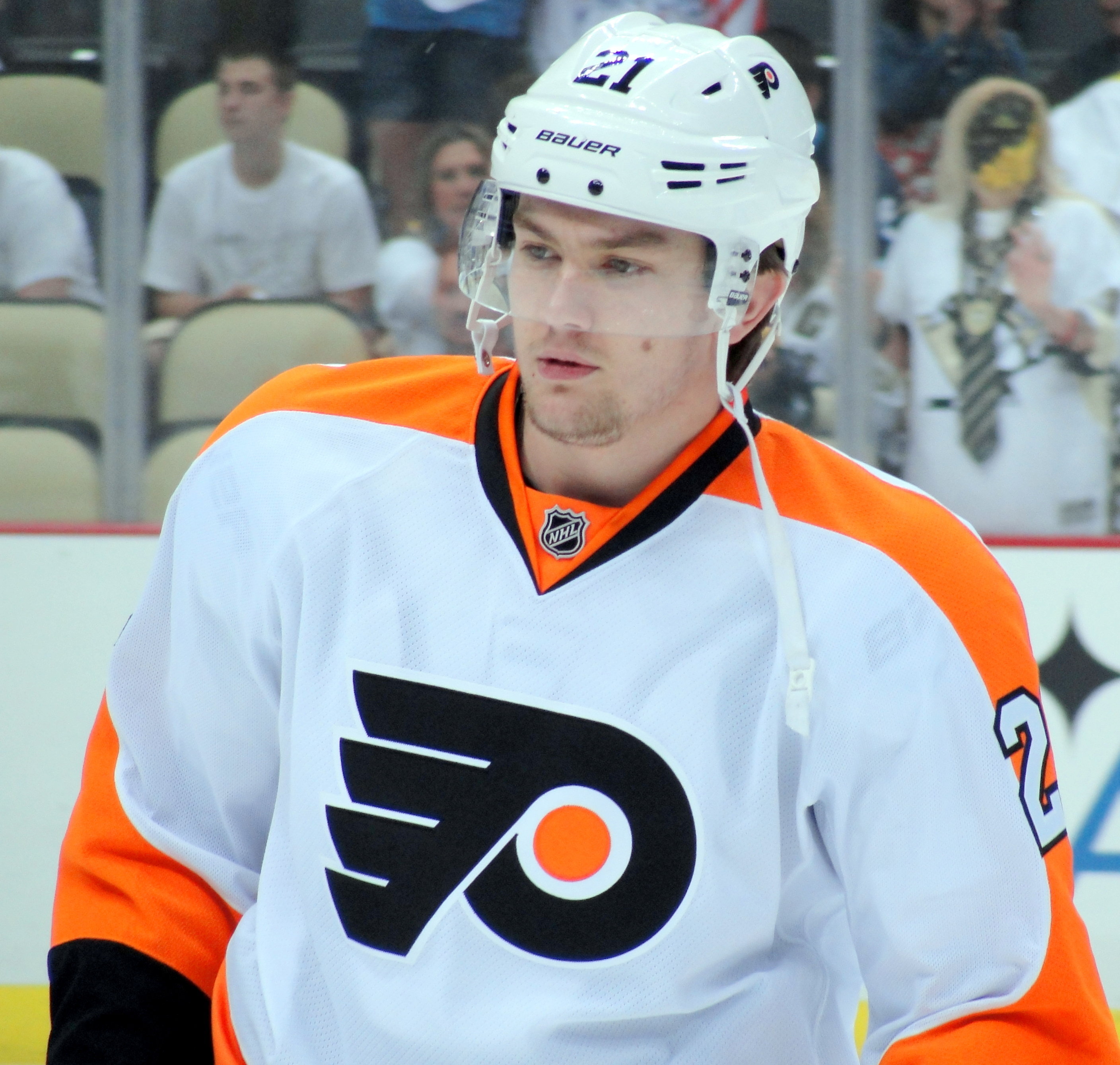
Джеймс Ван Римсдайк в матче плей-офф 20 апреля 2012 года

1 апреля 2009 года ван Римсдайк подписал с «Филадельфией» трёхлетний контракт новичка и перешёл в фарм-клуб «Флайерз» в АХЛ «Филадельфия Фантомс». В тот же день он дебютировал на профессиональном уровне в матче против «Олбани Ривер Рэтс». Неделю спустя, 8 апреля, в матче против «Олбани» ван Римсдайк набрал первые очки, забросив шайбу и отдав результативную передачу.
Начиная с сезона 2009/10 Ван Римсдайк играл в НХЛ. Первое очко в составе «Флайерз» он набрал за результативную передачу в матче против «Каролины Харрикейнз» 2 октября в первом своём матче. Первую шайбу он забросил 24 октября в ворота Томаша Вокоуна из «Флориды Пантерз». Всего в дебютном сезоне в НХЛ Ван Римсдайк провёл 78 матчей, в которых набрал 35 (15+20) очков. Он занял первое место в команде по победным голам; первое место в лиге по победным голам, пятое место по голам и восьмое по набранным очкам среди новичков. Вместе с командой дошёл до финала Кубка Стэнли, где «Филадельфия» в шести матчах уступила «Чикаго Блэкхокс».
В сезоне 2010/11 Ван Римсдайк улучшил свои показатели по заброшенным шайбам и набранным очкам. Свой 100 матч в НХЛ он провёл 1 декабря против «Бостон Брюинз», а 26 марта оформил первый хет-трик — в ворота Рика Дипьетро из «Нью-Йорк Айлендерс». В плей-офф он забросил рекордные для себя семь шайб в 11 матчах. 30 августа Ван Римсдайк подписал шестилетний контракт с «Филадельфией» на общую сумму 25,5 миллионов долларов. Контракт вступил в силу с 2012 года.
В сезоне 2011/12 Ван Римсдайк пропустил почти половину матчей регулярного чемпионата и три матча плей-офф из-за травм: 14 января он выбыл на месяц из-за сотрясения мозга, а 4 марта — из-за перелома ноги, полученного после броска защитника «Айлендерс» Милана Юрчины. 14 января появилась информация о возможном обмене Ван Римсдайка. «Филадельфии» нужен был защитник и они были готовы включить в сделку своего нападающего. Среди возможных кандидатов назывались Люк Шенн из «Торонто», Райан Сутер из «Нэшвилла», а также Брайан Аллен и Тим Глисон из «Каролины», причём сделка с «Торонто» была приоритетной.

#### «Торонто Мейпл Лифс»
23 июня 2012 «Филадельфия» обменяла ван Римсдайка в «Торонто Мейпл Лифс» на защитника Люка Шенна.
Перед сезоном 2012/13 главный тренер «Торонто» Рэнди Карлайл планировал использовать Ван Римсдайка в качестве центрфорварда первого звена с Филом Кесселом и Джоффри Лупулом на флангах, хотя сам Джеймс практически никогда в центре не играл. Старт сезона, который должен был начаться 11 октября, был отложен на неопределённый срок из-за недоговорённости между лигой и профсоюзом игроков по новому коллективному соглашению. На время локаута ван Римсдайк мог перейти в финский клуб «Таппара», однако агент игрока Алек Шелл опроверг информацию о ведении переговоров. Сезон начался 19 января, и ван Римсдайк был переведён на фланг в тройку к Михаилу Грабовскому и Николаю Кулёмину. 23 января Джоффри Лупул получил перелом руки и выбыл на несколько недель; ван Римсдайк занял его место в первой тройке с Кесселом и Тайлером Бозаком. «Торонто» впервые с 2004 года смог выйти в плей-офф, чему Ван Римсдайк немало поспособствовал: за 48 матчей он забросил 18 шайб и набрал 32 очка, став вторым снайпером и третьим бомбардиром команды. В первом раунде плей-офф «Мейпл Лифс» играли против «Бостон Брюинз»; серия завершилась победой «Мишек» в семи матчах. Ван Римсдайк повторил своё лучшее достижение, набрав 7 (2+5) очков.
В сезоне 2013/14 Джеймс впервые в карьере забросил более 30 шайб и набрал более 60 очков. По итогам сезона 2014/15 Ван Римсдайк занял 4 место с конца по показателю полезности (-33), причем 2 и 3 место заняли его партнеры по первой тройке в «Торонто» Кессел и Бозак (у обоих -34). После неудачного сезона пошли слухи о возможном обмене форварда, однако новый главный тренер «Лифс» Майк Бэбкок не захотел расставаться с игроком. В январе Джеймс сломал ногу и целиком пропустил остаток сезона.
В сезоне 2016/17 Ван Римсдайк вновь приблизился к 30 шайбам по итогам сезона и обновил личный бомбардирский рекорд, набрав 62 очка, а «Торонто» спустя 3 года вновь вышло в плей-офф. 15 ноября во встрече с «Нэшвилл Предаторз» сделал хет-трик и набрал 4 (3+1) очка.
В последнем контрактном сезоне установил снайперский рекорд, забросив 36 шайб и вновь сделал хет-трик, на этот раз в ворота «Далласа».
Летом 2018 года как неограниченно свободный агент вернулся в «Филадельфию», подписав 5-летний контракт на $ 35 млн.

### В сборной
Со сборной США Ван Римсдайк выиграл золотую медаль юниорского чемпионата мира 2006 года, на котором он набрал одно очко за результативную передачу.
На юниорском чемпионате мира 2007 года Ван Римсдайк выиграл серебряную медаль, разделил первое место в споре бомбардиров с Колином Уилсоном, попал в символическую сборную и был признан самым ценным игроком турнира.
Впервые за главную сборную США Ван Римсдайк сыграл на чемпионате мира 2011 года в Словакии. На турнире он провёл два матча: последний матч квалификационного этапа против сборной Швейцарии, в которой он отметился заброшенной шайбой, а американцы проиграли 3:5, и четвертьфинал против сборной Чехии, в котором американцы опять уступили, на этот раз со счётом 0:4.
На Олимпийских играх 2014 года в Сочи Джеймс Ван Римсдайк играл в одной тройке со своим одноклубником Филом Кесселом и центральным нападающим «Сан-Хосе Шаркс» Джо Павелски. В первом же матче против сборной Словакии он отдал три голевые передачи, а американцы выиграли со счётом 7:1. Против сборной России он отметился одной голевой передачей, а в серии послематчевых буллитов не смог переиграть Сергея Бобровского. В заключительном матче группового этапа с командой Словении Ван Римсдайк отдал две голевые передачи. В четвертьфинале против сборной Чехии Ван Римсдайк открыл счёт в матче. Эта шайба стала для него первой и единственной на турнире. Сборная США обыграла чехов со счётом 5:2, но в полуфинале и матче за третье место против Канады и Финляндии соответственно американцы больше не смогли забросить ни разу. Всего Ван Римсдайк набрал 7 (1+6) очков и стал четвёртым бомбардиром турнира.

## Игровая характеристика
Джеймс Ван Римсдайк — физически развитый хоккеист, способный укрывать шайбу корпусом; он хорошо умеет кататься на коньках, обладает высоким ускорением; хорошо владеет клюшкой, обладает точным пасом и сильным броском. Ван Римсдайк является одним из лучших исполнителей буллитов в НХЛ. К недостаткам можно отнести слабую игру в обороне, ошибки при выборе позиции и недостаточное использование своих физических данных.

## Статистика
| Легенда | Легенда                    | Легенда | Легенда                   | Легенда | Легенда    |
| ------- | -------------------------- | ------- | ------------------------- | ------- | ---------- |
| И       | Количество проведённых игр | Штр     | Штрафное время            | +/−     | Плюс-минус |
| Г       | Голы                       | П       | Голевые передачи          | О       | Очки       |
| -       | Статистика неизвестна      | —       | Статистика не учитывалась |         |            |

## Достижения
| Год  | Команда      | Достижение                                   | Достижение |
| ---- | ------------ | -------------------------------------------- | ---------- |
| 2006 | США (юниор.) | Победитель юниорского чемпионата мира        |            |
| 2007 | США (мол.)   | Бронзовый призёр молодёжного чемпионата мира |            |
| 2007 | США (юниор.) | Серебряный призёр юниорского чемпионата мира |            |

| Год  | Команда               | Достижение                                         | Достижение |
| ---- | --------------------- | -------------------------------------------------- | ---------- |
| 2008 | Нью-Гэмпшир Уайлдкэтс | Попадание в Сборную молодых звёзд Hockey East      |            |
| 2009 | Нью-Гэмпшир Уайлдкэтс | Попадание во вторую Сборную всех звёзд Hockey East |            |

| Год  | Команда      | Достижение                                                 | Достижение |
| ---- | ------------ | ---------------------------------------------------------- | ---------- |
| 2007 | США (юниор.) | Лучший бомбардир юниорского чемпионата мира                |            |
| 2007 | США (юниор.) | Лучший нападающий юниорского чемпионата мира               |            |
| 2007 | США (юниор.) | Попадание в Сборную всех звёзд юниорского чемпионата мира  |            |
| 2007 | США (юниор.) | MVP юниорского чемпионата мира                             |            |
| 2008 | США (мол.)   | Лучший бомбардир молодёжного чемпионата мира               |            |
| 2008 | США (мол.)   | Попадание в Сборную всех звёзд молодёжного чемпионата мира |            |
| 2014 | США          | Лучший ассистент хоккейного турнира Олимпийских игр        |            |

## Рекорды

### НХЛ
- Самый быстрый гол от начала периода — 4 секунды (28 марта 2014) (совместно с Клодом Прово (9 ноября 1957) и Дени Саваром (12 января 1986))

## Личная жизнь
У Ван Римсдайка и его жены Лорен есть двое детей — дочь Скарлетт Эверли Ван Римсдайк (род. 2 мая 2020) и сын Уильям «Лиам» Ван Римсдайк (род. 10 января 2022) .